# Det är inte regn som faller
Det är inte regn som faller, text av Ingela "Pling" Forsman, musik av Bobby Ljunggren och Henrik Wikström, är en balladlåt som blev tredje singeln ut från Sonja Aldéns album "Till dig". Singeln släpptes endast digitalt den 1 november 2007 på skivbolaget Lionheart International. Melodin testades på Svensktoppen, där den låg på listan i fem veckor under perioden 30 december 2007-3 februari 2008, med sjätteplats som högsta placering innan den lämnade listan..

### Fotnoter
1. ↑  Svensktoppen - 30 december 2007
2. ↑  Svensktoppen - 27 januari 2008
3. ↑  Svensktoppen - 3 februari 2008